# 瑙蒙
瑙蒙，另译闹闷，是缅甸最北端的城镇，位于克钦邦。该镇是向北徒步前往開加博峰國家公園和缅甸最高峰开加博峰时沿途的最后一座城镇。瑙蒙也是缅甸最北端村庄达杭丹的门户。瑙蒙以其鸟类多样性而闻名，据推测那里存在许多特有物种。
2005年，“瑙蒙短尾鹛”正式被划归新物种。